# Anton Frommelt
Anton Frommelt (né le 14 mars 1895 à Schaan, mort le 7 octobre 1975 à Vaduz) est un prêtre, homme politique et artiste liechtensteinois.

## Biographie
Anton Frommelt est le fils de Lorenz Frommelt, charpentier, et de son épouse Magdalena Vogt. Il a dix frères et sœurs. Après l'école primaire de Schaan, il est élève du collège Sankt Fidelis à Stans, dans le canton suisse de Nidwald. De 1916 à 1920, il étudie la théologie au séminaire Saint-Luzi de Coire et est ordonné prêtre en 1919. De 1920 à 1922, il travaille comme professeur de dessin à collegium Sainte-Marie-Auxiliatrice de Schwyz. Le 1er octobre 1922, il prend la direction de la paroisse de Triesen.
En 1928, il fut élu du Parti progressiste des citoyens (FBP) au Landtag de la principauté de Liechtenstein. Il occupe le poste de président du Landtag jusqu'en 1945. De 1928 à 1932, il est membre du conseil scolaire public et de 1929 à 1946 commissaire scolaire. Il abandonne son pastorat en 1933 et s'installe à Vaduz ; à côté, il assume bénévolement des tâches pastorales à l'église Saint-Joseph d'Ebenholz. En 1933, il est nommé chef adjoint du gouvernement de Josef Hoop. Lors de la crise de mars 1938 à la suite de l'Anschluss, un gouvernement de coalition formé par le FBP et l'Union patriotique (VU) émerge. Comme le VU revendique le poste de chef adjoint du gouvernement, il doit démissionner de son poste exécutif ; Alois Vogt (de) (VU) devient chef adjoint du gouvernement.
Dans le cadre d'un compromis entre le FBP et le VU, Frommelt est nommé conseiller du gouvernement à plein temps. Il est responsable des départements "Construction", "Écoles" et "Poste". Au cours de son mandat, la construction du Canal intérieur du Liechtenstein (de) et le réalignement du système de timbre du Liechtenstein ont lieu. Sous sa direction, les timbres sont introduits comme objets de collection, ce qui augmente considérablement les ventes.
En tant que chrétien, Frommelt est un farouche opposant au nazisme et ne fait pas confiance aux partisans pro-allemands du VU. Il se bat également politiquement contre les partisans du Mouvement populaire allemand au Liechtenstein (VDBL). Il joue un rôle clé dans l'échec du putsch le 24 mars 1939. Le but du coup d'État était de mettre fin à l'accord douanier avec la Suisse et d'annexer le Liechtenstein au Troisième Reich. Frommelt fait couper les lignes téléphoniques des putschistes afin qu'ils ne puissent plus communiquer entre eux et persuade les manifestants partisans d'abandonner.
Après la fin de la Seconde Guerre mondiale, il démissionne de toutes ses fonctions politiques. Il entame une carrière artistique et ouvre un atelier à Vaduz. Il ne redevient pas prêtre pour des raisons de santé. Frommelt peint principalement à l'huile, mais crée également des tableaux à l'aquarelle et à la détrempe ainsi que de nombreuses linogravures. Il est également un photographe et designer.